# 1963-as magyar birkózóbajnokság
Az 1963-as magyar birkózóbajnokság az ötvenhatodik magyar bajnokság volt. A kötöttfogású bajnokságot október 26. és 27. között, a szabadfogású bajnokságot pedig október 24. és 25. között rendezték meg, mindkettőt Budapesten, a Nemzeti Sportcsarnokban.

## Eredmények

### Férfi kötöttfogás
| Versenyszám  | Arany                              | Arany | Ezüst                            | Ezüst | Bronz                            | Bronz |
| ------------ | ---------------------------------- | ----- | -------------------------------- | ----- | -------------------------------- | ----- |
| Lepkesúly    | Rádi István Kiskunfélegyházi Vasas |       | Kupcsik Lajos Diósgyőri VTK      |       | Radics József Orosházi Spartacus |       |
| Légsúly      | Varga János Bp. Honvéd             |       | Deák Balázs Győri Dózsa          |       | Gonda Viktor Honvéd ETI          |       |
| Pehelysúly   | Gutman József Diósgyőri VTK        |       | Farkas László Orosházi Spartacus |       | Hajdú Imre Debreceni VSC         |       |
| Könnyűsúly   | Polyák Imre Újpesti Dózsa          |       | Viczek József Diósgyőri VTK      |       | Müller Ferdinánd Vasas SC        |       |
| Váltósúly    | Kovács Sándor Szegedi VSE          |       | Rizmajer Antal Ferencvárosi TC   |       | Rizmajer György Honvéd ETI       |       |
| Középsúly    | Sillai László Győri Dózsa          |       | Hollósi Géza Bp. Honvéd          |       | Pintér István BVSC               |       |
| Félnehézsúly | Piti Péter Vasas SC                |       | Csatári József Kinizsi Húsos     |       | Kiss Ferenc Ganz-MÁVAG VSE       |       |
| Nehézsúly    | Kozma István Vasas SC              |       | Nyers László Dunaújvárosi Kohász |       | Georgiádesz Gábor MTK            |       |

### Férfi szabadfogás
| Versenyszám  | Arany                            | Arany | Ezüst                              | Ezüst | Bronz                              | Bronz |
| ------------ | -------------------------------- | ----- | ---------------------------------- | ----- | ---------------------------------- | ----- |
| Lepkesúly    | Radics József Orosházi Spartacus |       | Rádi István Kiskunfélegyházi Vasas |       | Bolla József Újpesti Dózsa         |       |
| Légsúly      | Varga János Bp. Honvéd           |       | Gonda Viktor Honvéd ETI            |       | Kalmár Sándor Debreceni VSC        |       |
| Pehelysúly   | Kellermann József Bp. Honvéd     |       | Farkas László Orosházi Spartacus   |       | Gubik Rezső Vasas SC               |       |
| Könnyűsúly   | Tóth Lajos Csepel SC             |       | Balassa János Bp. Honvéd           |       | Szenvedi Ferenc Orosházi Spartacus |       |
| Váltósúly    | Tóth Gyula Bp. Honvéd            |       | Zsibrita János Bp. Spartacus       |       | Kovács Sándor Szegedi VSE          |       |
| Középsúly    | Hollósi Géza Bp. Honvéd          |       | Kovács János Debreceni VSC         |       | Giczy Jenő Ferencvárosi TC         |       |
| Félnehézsúly | Csatári József Kinizsi Húsos     |       | Botond Imre Orosházi Spartacus     |       | Kiss Barnabás Ferencvárosi TC      |       |
| Nehézsúly    | Reznák János Ceglédi VSE         |       | Szabó Lajos Debreceni VSC          |       | Nyers László Dunaújvárosi Kohász   |       |